# Eleição para governador de Virgína Ocidental em 2012
A eleição para governador do estado americano do Virgínia Ocidental foi  realizada em 6 de novembro de 2012 em simultâneo com as eleições para a câmara dos representantes, para o senado, para alguns governos estaduais e para o presidente da república. O governador democrata Earl Ray Tomblin é candidato a reeleição. Tomblin enfrentou o mesmo candidato da eleição de 2011, o empresário Bill Maloney.
Tomblin venceu novamente Maloney. O candidato democrata teve 50,47% dos votos.